# 来自远方 (电影)
《遠方禁戀》（西班牙語：Desde allá）是一部2015年洛伦佐·维加斯执导的委内瑞拉同性恋剧情片，赢得第72届威尼斯影展金狮奖，这是首部入围威尼斯影展的委内瑞拉电影，也是继李安的《断背山》后，又一部夺得金狮奖的同志题材电影。代表委内瑞拉角逐第89屆奧斯卡金像獎最佳外語片。

## 剧情
讲述一位中年富有男人与一名街头黑帮青年之间的同性关系。

## 角色
- Alfredo Castro - Armando
- Luis Silva - Elder
- Jericó Montilla - Amelia
- Catherina Cardozo - Maria
- Jorge Luis Bosque - Fernando
- Greymer Acosta - Palma
- Auffer Camacho - Mermelada

## 评价
该片在威尼斯影展场刊上只获得2.6分（满分4分）的评分，排名倒数第五位，所以本片获得金狮奖被认为是本届电影节的最大冷门。